# サンブーコ
サンブーコ（伊: Sambuco）は、イタリア共和国ピエモンテ州クーネオ県にある、人口約100人の基礎自治体（コムーネ）。

## 地理

### 位置・広がり
| 隣接するコムーネは以下の通り。 - カノージオ - デモンテ - マルモラ - ピエトラポルツィオ - ヴィナーディオ |

#### 地震分類
イタリアの地震リスク階級 (it) では、3s に分類される
。

## 行政

### 分離集落
サンブーコには、以下の分離集落（フラツィオーネ）がある。
- Besaut, Chiardola Grande, Chiardoletta, Ciamin, Ciauceis, Clauzio, Moriglione Fondo, Moriglione San Lorenzo, Nicolau, Serre, Villetta